# Bataille de Gao (20-23 février 2013)
Pour les articles homonymes, voir Bataille de Gao.
Guerre du Mali
Batailles
La quatrième bataille de Gao se déroule pendant l'intervention militaire au Mali.

## Déroulement
Dix jours après la troisième bataille de Gao, la ville est à nouveau attaquée par des combattants du MUJAO. Les combats commencent dans la nuit du 20 février, vers 22 ou 23 heures, et se poursuivent toute la nuit, des échanges de tirs opposent les assaillants islamistes à des soldats maliens et nigériens appuyés par des hélicoptères français. Les combats ont lieu dans le quartier 4, au nord de la ville et dans le centre-ville près de la mairie,,. 
Pendant la nuit, les jihadistes franchissent le fleuve Niger avec des pirogues et arrivent à proximité immédiate du centre-ville. Ils s'emparent alors de la mairie et du gouvernorat. Les affrontements ont lieu à proximité de la mairie et du palais de justice ainsi qu'aux entrées Nord et Sud de la ville.
Abu Walid Sahraoui, porte-parole du Mujao, déclare à l'AFP : « Nos troupes ont reçu l'ordre d'attaquer. Si l'ennemi est plus fort, nous allons reculer pour mieux revenir, jusqu'à la libération de Gao. » Il ne précise pas le nombre des assaillants, mais ceux-ci seraient au nombre d'une quarantaine selon les estimations de militaires maliens. Une trentaine selon les Français.
À 7 heures du matin, les islamistes se portent vers la place de l'Indépendance, le palais de justice est incendié, ainsi qu'une station d'essence, le feu se propage jusqu'au marché central où plusieurs stands sont détruits. 
Les forces maliennes commandées par le colonel-major Dacko interviennent, elles sont constituées de forces de la gendarmerie et la garde nationale. 
Les combattants du MUJAO se retranchent dans la mairie et des bâtiments proches, ils se positionnent sur les toits et aux fenêtres, plusieurs sont équipés de fusils de précision selon des soldats maliens. Dans la matinée, pendant trois heures, les forces maliennes encerclent et assiègent les positions islamistes, elles ouvrent le feu avec des mitrailleuses lourdes et des lance-roquettes antichars.
Vers midi, un véhicule blindé de l'armée malienne enfonce le mur d'enceinte de la mairie. Les Maliens sont alors renforcés par près de 200 soldats français du 92e régiment d'infanterie venus de l'aéroport international de Gao Korogoussou où les forces françaises sont basées,,. Les Français envoient la QRF du GTIA 2 composée d’une section de VAB, de trois compagnies VBCI et de deux hélicoptères Gazelle du groupement aéromobile. Cette troupe est commandée par le colonel Bert, chef du GTIA 2.
Les Français se positionnent près de la mairie, la compagnie VBCI ouvre le feu avec tous ses armements : canon 25mm, AT4, ALI, Eryx. Elle est soutenue par 2 Gazelles du groupement aéromobile, qui tirent un missile HOT.
Les soldats touaregs du colonel Ag Gamou, arrivent également en renfort, ceux-ci ouvrent le feu avec des petites katiouchas avant de se déployer sur les berges du fleuve. 
Des éléments de la Force d’intervention rapide malienne se positionnent sur une terrasse de l’Assemblée régionale de Gao, qui jouxte le palais de justice.
Pendant 8 heures au total, les Maliens et les Français assiègent la mairie où sont retranchés les jihadistes. Les Maliens déploient 6 pick-ups équipés de mitrailleuses lourdes. 
Parallèlement aux combats livrés dans le centre-ville, le check point du nord de la ville, défendu par des soldats nigériens, est harcelé par des groupes jihadistes. Une compagnie sur VBCI du GTIA 2 intervient avec les hélicoptères Gazelle. Les islamistes sont repoussés, deux d'entre eux sont tués. 
Le calme revient en fin après-midi, les soldats français regagnent l'aéroport. Les islamistes ont été délogés de la mairie et du gouvernorat et la mairie a été bombardée par un hélicoptère français. La situation commence alors à redevenir calme dans la ville, néanmoins quelques tirs continuent de se faire entendre dans la matinée du 22. Des snipers se dispersent dans la ville, certains s'embusquent sur le toit du marché central.  De plus des charges explosives ont été déposées par les assaillants et les rues ne sont sécurisées que progressivement. Quelques actions de harcèlement sont encore effectuées par les rebelles le 21 et le 22. Le 22 février, 3 roquettes BM21 sont tirées par les jihadistes depuis la périphérie de Gao, les Maliens et les Français reconnaissent et nettoient la zone périphérique, ainsi que le centre ville.

### Pertes
À la mi-journée du 21 février, le bilan provisoire était de trois islamistes tués. En fin d'après-midi, il passe à huit rebelles tués, ainsi que plusieurs civils blessés. Un pick-up de l'armée malienne est également touché par un engin explosif.
Le 22 février, selon les déclarations de l'état-major français, deux soldats français sont légèrement blessés lorsqu'un élément du génie intervient pour neutraliser des charges explosives. L'état-major estime également 15 à 20 islamistes ont été tués lors des combats et que quatre soldats maliens sont blessés. Selon des sources militaires maliennes, cinq soldats maliens sont blessés et deux jihadistes faits prisonniers.
Selon une source militaire malienne, environ 40 islamistes seraient morts dans les combats. D'autres, blessés, ont été capturés et conduits au camp 1, à la sortie est de Gao.
Malgré l'encerclement, certains islamistes sont parvenus à s'enfuir vers le fleuve. Cependant selon l'état-major de l’armée française, une dizaine d'islamistes ont été « neutralisés » alors qu'ils essayaient de franchir le fleuve Niger pour s'enfuir.
Selon des responsables locaux, le bilan des combats est de 16 morts chez les jihadistes et de six blessés du côté des soldats. D'après la radio malienne, trois assaillants ont été tués le mercredi 20 février à 23 heures, alors qu'ils traversaient le check-point gardé par des soldats nigériens, lesquels ont ouvert le feu. Les autres se sont retranchés dans le Palais de justice, la mairie, le marché et quelques habitations où ont eu lieu le reste des pertes. Au moins un civil est également blessé selon des sources hospitalières.